# 今井慶松
今井 慶松（いまい けいしょう、1871年5月14日（明治4年3月25日） - 1947年（昭和22年）7月21日）は、日本の箏曲家、帝国芸術院会員。箏曲家の中能島慶子は娘。

## 生涯
神奈川県横浜市境町（現在の横浜市中区日本大通）出身。本名は新太郎。4歳で失明。山田流箏曲の3代山勢松韻に師事。1902年東京音楽学校（現東京芸術大学）教授。1940年日本三曲協会初代会長。1942年芸術院会員。「新晒」などの演奏で知られる。作品に「四季の調」など。
昭和22年7月21日没。戒名は慶松院殿浄楽日新大居士。墓所は横浜の妙香寺。

## 著書など
- 箏曲桜花の賑ひ（編）東京音楽書院 1911.8
- 松の吹き寄せ 芸談随筆 岡倉書房 1935
- 今井慶松芸談 附・伝記と作曲集 藤田俊一編著 日本音楽社 1959